# Architaenioglossa
Az Architaenioglossa az állatok (Animalia) országának,  a puhatestűek (Mollusca) törzsének, a csigák (Gastropoda) osztályának egyik rendje.

## Rendszerezés
Az osztályba az alábbi öregcsaládok és családok tartoznak.
- Ampullarioidea
  - almacsigafélék (Ampullariidae)
  - Bellamyidae
  - Pliopholygidae
  - fialócsigák (Viviparidae)

- Craspedostomatoidea
  - Codonocheilidae
  - Craspedostomatidae

- Cyclophoroidea
  - Craspedopomatidae
  - Cyclophoridae
  - Diplommatinidae
  - Neocyclotidae
  - Neopupinidae
  - Pupinidae
  - Strophostomatidae